# Kende János (operatőr)
Kende János (Marseille, 1941. szeptember 22. –) a Nemzet Művésze címmel kitüntetett, Kossuth- és Balázs Béla-díjas magyar operatőr, professor emeritus.

## Életpályája
1946 óta él Magyarországon. Középiskolai tanulmányait Budapesten, a József Attila Gimnáziumban végezte. 1965-ben végzett a Színház- és Filmművészeti Főiskola operatőri szakán. 1967-ben elkészítette első játékfilmjét Jancsó Miklóssal. A Mafilm-nél dolgozott előbb segédoperatőrként, később mint filmoperatőr. 1994–2004 között a MAFILMRENT Kft. ügyvezető igazgatója volt. 1994 óta tanít a Színház- és Filmművészeti Főiskola operatőri szakán, 1999–2004 között az operatőri tanszék vezetője volt. 2004–2006 között a Film- és tv tanszék vezetője, 2006-tól pedig rektori megbízottja. A HSC elnöke volt 2017-ig. Felesége: dr. Czigány Anna orvos. Gyerekei: Pachl Péter (1966), Kende Ágnes (1971), Kende Anna (1973).
Dolgozott Mészáros Mártával, Kardos Ferenccel, Kézdi-Kovács Zsolttal, Gábor Pállal, Jancsó Miklóssal, Jean Delannoyval, Gyöngyössy Imrével, Jean-Paul Rappeneauval, Roberto Faenzával, Philippe de Brocával.

## Filmjei

### Játékfilmek
- Csend és kiáltás (1967)
- Holdudvar (1968)
- Sirokkó (1969)
- Egy őrült éjszaka (1970)
- Mérsékelt égöv (1970)
- Szép magyar komédia (1970)
- Szép lányok, ne sírjatok! (1970)
- Égi bárány (1971)
- Még kér a nép (1971)
- La tecnica e il rito (1972)
- Meztelen vagy (1972)
- Utazás Jakabbal (1972)
- Romantika (1972)
- Petőfi '73 (1973)
- A locsolókocsi (1974)
- Roma rivuole Cesare (1974)
- Szarvassá vált fiúk (1974)
- Jelbeszéd (1974)
- Szerelmem, Elektra (1974)
- Hajdúk (1975)
- Várakozók (1975)
- Ha megjön József (1976)
- Labirintus (1976)
- Kilenc hónap (1976)
- Ékezet (1977)
- Ők ketten (1977)
- Egyszeregy (1978)
- Magyar rapszódia (1979)
- Allegro Barbaro (1979)

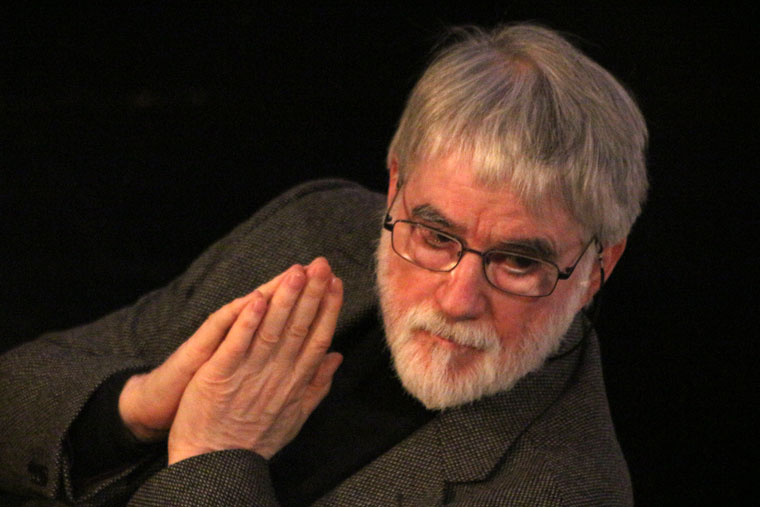
A Magyar Filmművészek Szövetségének rendkívüli közgyűlésén
(Eifert János felvétele)

- Fogadó az Örök Világossághoz (1981)
- A koncert (1981)
- A zsarnok szíve, avagy Boccaccio Magyarországon (1981)
- Visszaesők (1983)
- Boszorkányszombat (1984)
- Sortűz egy fekete bivalyért (1985)
- A rejtőzködő (1986)
- A menyasszony gyönyörű volt (1987)
- Szörnyek évadja (1987)
- Szerelem második vérig (1988)
- Kiáltás és kiáltás (1988)
- Jézus Krisztus horoszkópja (1989)
- Isten hátrafelé megy (1991)
- Az utolsó nyáron (1991)
- Kék Duna keringő (1992)
- Jónás, aki a cethal gyomrában élt (1993)
- Állatkerti mesék (1994)
- A három testőr Afrikában (1996)
- A világ legkisebb alapítványa (1997)
- Franciska vasárnapjai (1997)
- Az én kis nővérem (1997)
- Élek és szeretlek benneteket (1997)
- Ámbár tanár úr (1998)
- My Father, Rua Alguem 5555 (2001)
- Egy fiú (2002)
- Hallani, látni (2002)

### Tévéfilmek
- Sándor Mátyás 1-6. (1979)
- Martin Luther 1-4. (1981)
- Liszt Ferenc (1982)
- Postarablók (1984)
- Ember és árnyék (1985)
- Éretlenek (1996)
- József és testvérei (2000)
- Helyettesítő tanár (2001)

### Dokumentumfilmek
- Jelenlét I. (1965)
- Vízkereszt (1967)
- Jelenlét II. (1976)
- Üzenet (1979)
- Budapest - Muzsika (1984)
- Harmadik jelenlét (1986)
- Midőn a vér (1994)
- Kövek üzenete (1994)
- Wesselényi utca 13. (1994)
- Alija (1994)
- In memoriam Gyöngyössy Imre (1996)
- Elmondták-e...? (1996)
- Simó Sándor (2002)
- Kádár János utolsó beszéde (2006)

### Portréfilmek
- Találkoztam remek emberekkel

## Díjai, elismerései
- A filmkritikusok díja (1969)
- a párizsi fesztivál Patrick Pouget-díja (1972)
- a filmszemle díja (1973) Petőfi '73
- Balázs Béla-díj (1975)
- a cartagenai fesztivál díja (1981)
- Érdemes művész (1984)
- Kiváló művész (1990)
- Kossuth-díj (1994)
- Széchenyi professzor-ösztöndíj (2000-2003)
- A Magyar Köztársasági Érdemrend középkeresztje (2007) visszaadva
- A Nemzet Művésze (2024)[2]